# Lycodonomorphus
Genre
Lycodonomorphus est un genre de serpents de la famille des Lamprophiidae. 

## Répartition
Les 8 espèces de ce genre se rencontrent en Afrique subsaharienne.

## Liste des espèces
Selon The Reptile Database (10 septembre 2014) :
- Lycodonomorphus bicolor (Günther, 1893)
- Lycodonomorphus inornatus (Duméril, Bibron & Duméril, 1854)
- Lycodonomorphus laevissimus (Günther, 1862)
- Lycodonomorphus leleupi (Laurent, 1950)
- Lycodonomorphus obscuriventris (Fitzsimons, 1963)
- Lycodonomorphus rufulus (Lichtenstein, 1823)
- Lycodonomorphus subtaeniatus Laurent, 1954
- Lycodonomorphus whytii (Boulenger, 1897)

## Publication originale
- Fitzinger, 1843 : Systema Reptilium, fasciculus primus, Amblyglossae. Braumüller et Seidel, Wien, p. 1-106. (texte intégral).